# Utivarachna phyllicola
Utivarachna phyllicola là một loài nhện trong họ Trachelidae.
Loài này thuộc chi Utivarachna. Utivarachna phyllicola được Christa L. Deeleman-Reinhold miêu tả năm 2001.